# Gilly (personagem)
Gilly é uma personagem fictícia da série de livros de fantasia épica A Song of Ice and Fire, do escritor norte-americano George R. R. Martin, e de sua adaptação televisiva Game of Thrones. Ela é introduzida em ambas as mídias como uma Selvagem, povo que vive Além da Muralha do continente de Westeros e que chama a si próprio de Povo Livre. Ela é filha e esposa de Craster, um Selvagem que casa e tem filhos com suas próprias filhas e o caso amoroso de Samwell Tarly. Ela é a mãe e meia-irmã de Sam, nome dado em homenagem a Samwell, um bebê que teve com o pai numa relação forçada. Na série de tv ela é interpretada pela atriz inglesa Hannah Murray.
Ela aparece pela primeira vez no segundo livro da série literária, A Clash of Kings (1998), ela aparece em todos os livros seguintes da saga, A Storm of Swords (2000), A Feast for Crows (2005)  e A Dance with Dragons (2011).

## Perfil
Gilly é uma menina no fim da adolescência, filha e mulher do Selvagem Craster, que vive no Abrigo dos Craster Além da Muralha no Norte gelado de Westeros com as outras irmãs, também esposas do mesmo pai. Ela tem grandes olhos castanhos, rosto magro e cerca de 16 anos quando aparece pela primeira vez na saga. Bonita, mantém uma figura esguia mesmo depois de dar a luz e seu papel de mãe e esposa não se reflete em sua aparência juvenil. Uma das dezenove esposas/filhas de Craster, quando é encontrada pela Patrulha da Noite ela está grávida de um filho incestuoso do pai. Uma personagem secundária na história, suas ações são descritas pelo olhar de outras personagens, como Samwell Tarly e Jon Snow. Seu nome vem da flor.

## Biografia

### Série literária

#### A Clash of Kings
Quando a Patrulha da Noite para na casa de Craster durante a expedição de Jeor Mormont, ela se encontra e fica amiga de  um dos patrulheiros, Samwell Tarly. Ela está grávida de um filho de Craster, que também é seu pai, e teme que o pai sacrificará o filho para Os Outros, como já fez com outros, em troca de terem paz para viver ali. Ela implora a Sam que a ajude e ele concorda, mandando-a para Jon Snow, para aborrecimento deste.

#### A Storm of Swords
Após o ataque no Punho dos Primeiros Homens, uma antiga fortaleza além da muralha, quando os patrulheiros chegam na casa de Craster para se reagruparem, Gilly dá a luz a um menino. Craster é morto antes que ele possa sacrificar o bebê e na confusão Gilly foge com Samwell para o sul. Depois de chegarem na Muralha, ela serve como ama de leite para o bebê de Mance Rayder, o líder dos Selvagens, cuja mulher morreu no parto.

#### A Feast for Crows
Jon envia Samwell e Gilly para o sul, para Oldtown, na Campina de Westeros, junto com  Meistre Aemon e um bebê, publicamente como sendo o dela. Na verdade ela carrega o bebê de Rayder, que Jon enviou com eles por medo de que a sacerdotisa Melisandre o sacrificasse num "sacrifício de sangue", por causa de seu sangue real, já que ele é o bebê do Rei dos Selvagens; Jon entretanto promete que seu verdadeiro filho será protegido e criado por ele em Castle Black. Por toda a viagem Gilly se entristece por ter sido separada de seu bebê, mas após a morte de Aemon durante a jornada ela se recupera e acaba tendo uma noite de amor com Samwell.  Depois de sua chegada em Oldtown, eles planejam mandá-la para a velha casa de Samwell em Horny Hill, com a história de que o bebê é um bastardo gerado por Sam.

### Série de televisão

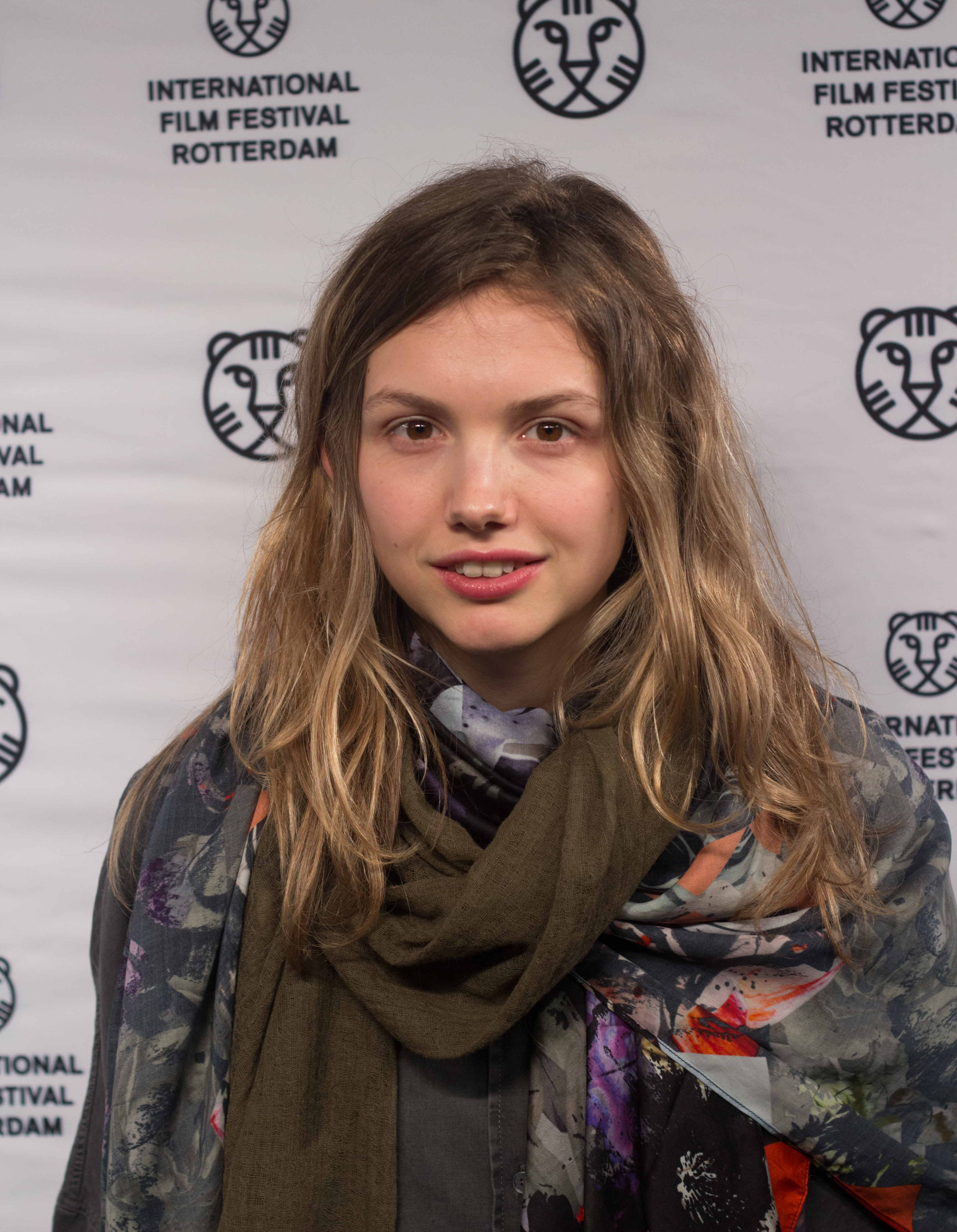
Hannah Murray interpretou Gilly por sete temporadas de Game of Thrones.

Gilly é interpretada pela atriz inglesa Hannah Murray na adaptação para a televisão da série de livros. [8] Em uma entrevista, Murray falou sobre o relacionamento de Gilly com Sam. Murray afirmou: "Uma grande coisa que os conecta é ter pais horríveis. Não vimos o pai de Sam, mas sabemos sobre isso de uma maneira diferente de Gilly, Sam foi abusado também. Saber que ele a ama e ela definitivamente o ama, mas ela não é alguém que consegue processar suas emoções muito bem ou tem uma linguagem sofisticada para elas. Eu pensei por muito tempo que eles são como esta pequena família não convencional. Ele ama o bebê tanto quanto ela. John disse: 'Sam não poderia amá-lo mais se fosse seu.'"

#### 2ª temporada (2012)
Gilly é uma jovem Selvagem que vive Além da Muralha no Norte de Westeros e é uma das filhas e esposas de Craster, um Selvagem que casa e tem filhos com suas próprias filhas. Ela tem um bebê produto do incesto forçado com o pai. Quando a Selvagem chega à casa de Craster, Samwell Tarly, um dos patrulheiros, se apaixona por ela e promete protegê-la.

#### 3ª temporada (2013)
Após Craster ser morto e os patrulheiros se voltarem uns contra os outros, Gilly foge com Samwell e o bebê para Castle Black, ao sul, de volta à Muralha. Durante a viagem, ela fica fascinada com os conhecimentos de Samwell e sua bravura ao defendê-la e à criança de um Caminhante Branco que quer levar seu filho. Depois que eles conseguem chegar em Castle Black,  Meistre Aemon  permite que Gilly fique lá com a criança. Em agradecimento por Samwell tê-la salvo, ela dá o nome de Sam seu bebê.

#### 4ª temporada (2014)
Gilly passa a viver numa pequena casa perto de da fortaleza sempre assistida por Samwell. A casa acaba sendo atacada pelos Selvagens durante seu ataque geral a Castle Black, mas ela se esconde com Sam; ela é descoberta por Ygritte, uma guerreira Selvagem, que faz que não a viu e a manda ficar escondida para não ser morta por outros Selvagens menos piedosos. Os dois conseguem voltar em segurança para Castle Black, onde Samwell os esconde no depósito de comida e a beija pela primeira vez, antes de voltar à batalha, em caso dele morrer. Ela fica surpresa quando um dos patrulheiros, Janos Slynt, covardemente também se esconde no depósito. Gilly sobrevive sem ser atacada ou machucada e se reúne a Samwell, que também sobreviveu, depois da batalha.

#### 5ª temporada (2015)
Gilly fica temerosa de ser mandada embora ou ser executada caso Sor Alliser Thorne se torne o novo Lorde Comandante de Castle Black. Mais tarde ela presencia a execução de Mance Rayder, o líder dos Selvagens e "Rei Além da Muralha" que foi capturado na batalha. Ela começa  aprender a ler com a filha de Stannis Baratheon – que chegou com seu exército a Castle Black durante a batalha e decidiu a luta em prol da Patrulha –  Shireen, com Samwell vigiando as duas. Shireen tem o rosto coberto por escamagris, uma doença rara que transforma a pele em escamas, e Gilly lhe diz que tinha irmãs com a mesma doença, mas que elas foram colocadas em quarentena longe das outras e acabaram sucumbindo à doença. Depois da morte de Meistre Aemon e na ausência de Jon, Gilly sofre uma tentativa de assalto sexual de dois homens da Patrulha mas é salva por Samwell e "Ghost", o lobo-gigante de Jon Snow; depois disso ela faz amor selvagemente com ele. Quando Jon retorna ele ordena que Gilly, Samwell e o bebê partam para o sul, onde Sam deve adquirir conhecimentos na Cidadela em  Oldtown, que possam ajudá-los na luta contra os Caminhantes Brancos.

#### 6ª temporada (2016)
No caminho, Sam decide parar em Horn Hill, a casa de sua família, com a intenção de deixar Gilly e a criança lá, mas não é bem recebido pelo pai, Randyll Tarly, que o mandou para Castle Black como Patrulheiro por achá-lo um covarde. Mesmo com Randyll dizendo que eles podem ficar se quiserem, ele decide continuar a viagem para Oldtown os três chegam lá no último capítulo.

#### 7ª temporada (2017)
Sam e Gilly estão na Cidadela onde ele procura descobrir livros e documentos que possa ajudar a vencer os Caminhantes Brancos. Os dois leem sobre uma mesa no quarto e ela descobre um documento que diz que  Rhaegar Targaryen teve seu casamento anulado com Elia Martell e casou-se em segredo com outra mulher. No momento, envolvido em outras leituras, Sam não compreende o real significado daquela descoberta. Mais tarde, cansado de não ser levado a sério pelos "meistres" quando tenta insistentemente avisá-los do perigo para toda a raça humana que vem das terras Além da Muralha, ele abandona a Cidadela e Gilly o acompanha com o pequeno Sam.

#### 8ª temporada (2019)
Gilly chega a Winterfell com Samwell e o pequeno Sam. Durante os preparativos para a batalha final contra os mortos, ela ajuda, alimenta e cuida de idosos e crianças do castelo. Escondida nas criptas da fortaleza com Sansa Stark, Tyrion Lannister, Missandei, Varys e um grupo de crianças, mulheres e idosos, ela e os demais sobrevivem ao massacre depois que o Rei da Noite é morto e seu exército de zumbis e Caminhantes Brancos se transforma em pó. Ela participa do banquete pela vitória contra os mortos-vivos e quando Jon vai deixar Winterfell com Daenerys e os Imaculados rumo ao sul, ela e Sam revelam ao amigo que ela está grávida e que se for um menino ele se chamará Jon. 